# متزانگو
متزانگو (به ایتالیایی: Mezzanego) یک کومونه در ایتالیا است که در استان جنوا واقع شده‌است.

## خصوصیات
متزانگو ۲۸٫۸ کیلومترمربع مساحت و ۱٬۶۲۸ نفر جمعیت دارد و ۸۳ متر بالاتر از سطح دریا واقع شده‌است.